# Amodal perception
Amodal perception är den term som används för att beskriva uppfattningsförmågan av en hel fysisk struktur när endast delar av den påverkar de sensoriska sinnescellerna.
Till exempel uppfattas ett bord som en komplett volumetrisk struktur även om endast en del av det - ytan som är vänd mot dig - framträder på näthinnan; bordet bedöms som att den besitter invändig volym och dolda bakre ytor trots att bara de nära ytorna syns. På samma sätt uppfattas världen omkring oss som en omgivande allmän sammankonst, fastän bara en liten del av den visas i taget.
Ett annat mycket aktuellt exempel är den om "hunden bakom stängslet" varvid ett långt smalt objekt (hunden) är delvis täckt av staketstolparna framför den, men ändå tolkas som ett enda ständigt objekt.
Albert Bregman noterade en hörselanalog av detta fenomen: när en melodi avbryts av ett vitt brus-utbrott, är den ändå hörd som en enda melodi som fortsätter "bakom" bullret.
Formulering av teorin är tillmätt till den belgiske psykologen Albert Michotte och Fabio Metelli, en italiensk psykolog.